# Бидефорд
Бидефорд (на английски: Bideford) е малък пристанищен град в северната част на област Девън, Югозападна Англия, разположен на бреговата линия към Бристълския канал. Той е административен и стопански център на община Торидж. Населението на града към 2001 година е 16 262 жители.

## География
Бидефорд е разположен на устието на река Торидж, вливаща се във външната част на голям залив наречен Бристълски канал, разделящ географски Англия от южната част на Уелс. Градът се намира на около 60 километра северозападно от главния град на областта – Ексетър и на около 295 километра западно от Лондон.
На 35 километра северозападно от бреговата линия се намира остров Лънди до който оперира фериботна линия.